# Vilayat Inayat Khan
Pour les articles homonymes, voir Khan (homonymie).
Vilayat Inayat Khan né le 19 juin 1916 et mort le 17 juin 2004, est un professeur de méditation et des traditions de l'ordre Chishtiyya du soufisme de l'Inde de l'est. 

## Biographie
Son enseignement provient de son père, Hazrat, fondateur de l'ordre soufi en Occident, combiné avec la culture occidentale. Sa sœur fut l'héroïne de la Seconde Guerre mondiale Noor Inayat Khan et son frère Hidayat Inayat Khan fut un compositeur et violoniste. Il a enseigné dans la tradition du soufisme universel, qui considère toutes les religions comme des rayons de lumière du même soleil. Ses parents se sont rencontrés à New York, à l'ashram de Pierre Bernard, yogi américain et demi-frère de sa mère Pirani Amina Begum.
En 1975, il fonde l'Abode of the Message, qui est le quartier résidentiel de l'ordre soufi international, un centre de conférence et de retraite, et un centre d'étude de l'ésotérisme.
Vilayat Inayat Khan est décédé le 17 juin 2004, deux jours avant son 88e anniversaire. Ses fils sont Myrta et Zia Inayat Khan,.